# Schizopera stephanidesi
Schizopera stephanidesi är en kräftdjursart som beskrevs av Otto Pesta 1937. Schizopera stephanidesi ingår i släktet Schizopera och familjen Diosaccidae. Inga underarter finns listade i Catalogue of Life.